# Pitcairn-Englisch
Das Pitcairn-Englisch („Pitkern“, „Pitcairnesisch“ oder „Pitcairnisch“) ist eine auf der Insel Pitcairn existente Kreolsprache, die auf einem Dialekt des Englischen des 18. Jahrhunderts und dem Tahitianischen dieser Epoche basiert.
Die (nahezu) gleiche Sprache wird auch von den 1856 auf die Norfolkinsel umgesiedelten Pitcairnern, den Norfolkern, gesprochen, dort unter der Bezeichnung „Norfuk“ oder „Norfolk“.
Der Sprachkode nach ISO 639-3 ist pih.

## Geschichte der Sprache
Nach der Meuterei auf der Bounty segelten die Meuterer nach Tahiti, wo ein Teil von ihnen das Schiff verließ (und später gefangen genommen wurde). Der Rest, unter der Führung von Fletcher Christian, segelte zusammen mit etlichen Polynesiern fort und ließ sich letztlich auf Pitcairn im Südpazifik nieder. 
Da die Mannschaft der Bounty kein Tahitianisch, die Bevölkerung Tahitis aber kaum Englisch verstand, bildete sich als Kommunikationsebene ein Pidgin, „Pitcairn-Englisch“, heute Pitkern, dessen Entwicklung (falls überhaupt) ab diesem Zeitpunkt faktisch unabhängig vom Englischen verlief.

## Beispiele
| Wut-a-way you.                   | Good day. − Guten Tag. („Wes Weges (gehst) Du?“)                                |
| I glad to meet yorley.           | I’m glad to meet you. − Ich bin froh, dich zu treffen.                          |
| Where’s dem?                     | Where are they? − Wo sind sie?                                                  |
| Dar’s et.                        | That’s it. − Das ist es/alles.                                                  |
| Tomolla ha tudder one            | The day after tomorrow − übermorgen („morgen und eins danach“)                  |
| Ain’t account’n!                 | That doesn’t count! − Das zählt nicht.                                          |
| Stobb i let I talk.              | Stop and let me say something. − Hör auf zu reden und lass mich etwas sagen.    |
| You tallin’ stolly.              | You’re lying. − Du lügst. („Du erzählst Geschichten“)                           |
| Yus plum how poo-oo.             | Your bananas are green. − Deine Bananen sind grün. („poo-oo“ für etwa „eklig“.) |
| Berlin esa kapitel a’ Doichland. | Berlin is the capital of Germany. − Berlin ist die Hauptstadt von Deutschland.  |